# Rafael Corrales Ayala
Rafael Corrales Ayala Espinoza (Guanajuato, Guanajuato, 14 de septiembre de 1925 -  27 de enero de 2015) fue un abogado y político mexicano, miembro del Partido Revolucionario Institucional (PRI). Fue gobernador de Guanajuato de 1985 a 1991, diputado federal y gerente general de la Lotería Nacional (1964-1970).
Rafael Corrales Ayala fue abogado egresado de la Universidad Nacional Autónoma de México, donde se llegó a desempeñar como Jefe de Prensa y de Extensión, fue en el gobierno federal Administrador de los Bienes Alemanes intervenidos en México durante la Segunda Guerra Mundial, Secretario General del PRI el 26 de abril de 1956 siendo presidente del PRI el general Agustín Olachea; durante el gobierno del presidente López Mateos fue presidente del Tribunal Federal de Conciliación y Arbitraje y secretario general del Departamento de Turismo. Fue designado director general de la Lotería Nacional por el presidente Díaz Ordaz. Posteriormente colaboró en el Banco Interamericano de Desarrollo (BID). Oficial mayor de la Secretaría de Gobernación entre otros cargos, dos veces diputado federal por el I Distrito de Guanajuato, a la XLI Legislatura de 1949 a 1952 y a la LI Legislatura de 1979 a 1982, además fue Senador suplente y le correspondió responde al Cuarto Informe de Gobierno de Adolfo Ruiz Cortines.
En 1985 a los 60 años de edad fue postulado candidato del PRI a Gobernador de Guanajuato, tomando posesión el 26 de septiembre de 1985, su administración sufrió de varias críticas y varias veces se aseguró que no llegaría a terminarla por su edad y falta de cercanía a los nuevos grupos políticos en el poder, sin embargo la llevó a término y las principales obras de su gobierno fueron el Aeropuerto Internacional del Bajío y la Autopista de Guanajuato a Silao. Fue el último gobernador priista de Guanajuato, pues fue sucedido por el panista Carlos Medina Plascencia en calidad de interino, por la renuncia, unos días antes de tomar posesión, del gobernador electo, el priista Ramón Aguirre Velázquez.
Falleció de un infarto el martes 27 de enero de 2015 a la edad de 89 años.